# Mathias Wallberg
Mathias Jonas Wallberg, född 7 januari 1737 i Vadstena, död 15 mars 1808 i Linköping, var en svensk lantmätare, botaniker och en av Linnés lärjungar.

## Biografi
Wallberg, som föddes i en familj av östgötska lantmätare – fadern Carl Jacob var förste lantmätare och sonen Jonas Jacob var andre lantmätare i Östergötland – blev efter gymnasiestudier i Linköping student vid Uppsala universitet 1754. 1756 tog han lantmätarexamen. I Uppsala studerade han även för Carl von Linné och Wallbergs levnadstecknare, botanikern Erik Acharius, som brukar betecknas som Linnés siste lärjunge, skriver att Linné snart omfattade studenten ”med den ynnest, som en yngling, livad af kärlek för blomstren, alltid kunde göra sig säker att hos honom vinna, och han blef denne Store Lärares flitige och uppmärksamme Lärjunge”. Trots att Wallberg snart återvände till Östergötland för att bli kommissionslantmätare och 1761 tillträda sin fars ordinarie tjänst, ägnade han stor energi åt botaniken. Han betraktades som en av rikets skickligaste botaniker och den botaniska trädgård som han anlade på sin gård Klosterorlunda ansågs vara den privatträdgård i Sverige som var rikast på utländska växter, träd och blommor. Den var därför flitigt besökt. Wallberg lyckades i hög grad odla exotiska växter på öppen jord och det herbarium om cirka 3 400 arter som efter hans död donerades till läroverket i Linköping bestod till större delen av växter som han odlat och dragit upp på Klosterorlunda. Wallberg blev förste lantmätare 1802. Han var ledamot av Kungliga patriotiska sällskapet.
Wallberg avporträtterades flera gånger av den unge Anton Ulrik Berndes (1757–1854), vars förmyndare han var från 1773 och vars lantmätarstudier och konstnärstalanger han verkar ha uppmuntrat.

## Kartografi
Bland hans många kartor märks Charta öfver Östergötlands nord wästra del (1805) och Charta öfwer en del af kinda härad uti Östergötland. Författad af förste landtmätaren Mathias Wallberg. Copierad och ritad år 1808 af Paul Rosin, landtmätare (1808), men han hade också förberett C. P. Hellströms Karta öfver Östergötland (1810).

## Familj
Gift 1761 med sin systers svägerska Ingrid Margaretha (Inga Greta)  Ljunggren (1742–1820). Makarnas enda barn var lantmätaren Jonas Jacob Wallberg (1762–1810).